# Neocorycodus
Neocorycodus is een geslacht van kreeftachtigen uit de klasse van de Malacostraca (hogere kreeftachtigen).

## Soort
- Neocorycodus stimpsoni (Rathbun, 1937)